# Прага E-241
Прага E-241 је чехословачки школско тренажни авион, двоседи једномоторни двокрилац из 1936. године.

## Пројектовање и развој
Од 1931. године у Чехословачком војном ваздухопловству за обуку и тренажу пилота су се користили авиони Прага BH-39 и Прага E-41 авиони су били добри па је Министарство народне одбране (МНО) када су им истекли ресурси показао интересовање за даље испоруке. Пошто су залихе мотора Škoda HS 8Fb утрошене, било је неопходно изабрати одговарајућу замену мотора.
Покушало се са мотором Збројовка ЗОД-260, тај прототип је био означен као Е-141 и оцењен је као неуспешан. Инж. Јарослав Шлехта ново постављени главни конструктор фирме Прага, направио је пројект успешног авиона на бази претходних модела са мотором Walter Pollux II који је добио ознаку Е-241. Нови авион је успешно полетео 24. јуна 1936. Одмах након летних испитивања и сертификације авиона, започела је серијска производња у фабрици ЧКД-Прага и производио се током 1936-1937. године. Авион је наишао на добар пријем код пилота због његових добрих летних карактеристика.

## Технички опис
Технички опис је напревљен на основу података изложебих у 
Труп му је елиптичног попречног пресека. Носећа конструкција трупа је направљена од заварених челичних цеви високе чврстоће. Прамац трупа у пределу мотора и иза до крила је обложен алуминијумским лимом. Изван лимене облоге, цео труп је преко уздужних летвица обложен импрегнираним платном. Труп је имао два тандем отворена кокпита са заштитним ветробранима. Авион је имао удвојене команде стим што команде ученика може да искључи инструктор из предње кабине. Оба седишта су подесива по висини.
Авион Прага E-241 је имао Walter Pollux II, деветоцилиндрични ваздушно хлађени радијални мотор снаге 265 kW и двокраку дрвену вучну елису фиксног корака. Мотор је на авиону постављен на носач мотора направљеног од заварених челичних цеви. У циљу поболшања хлађења мотор је имао капотажу типа НАЦА прстен. Са два ауспуха издувни гасови мотора су изведени испод трупа авиона. Главни резервоар за гориво је био у трупу између мотора и кокпита пилота. Помоћни гравитационим резервоаром се налазио на споју два горња крила. Карбуратор се напаја из оба резервоара помоћу Јумо пумпе кроз флексибилно црево. Авион је имао уређај за покретање мотора помоћу компримованог ваздуха.
Авион Прага Е-241 је двокрилац мешовите конструкције. Горње крило му је дводелно правоугаоног облика са полукружним завршетком и мале дебљине. Конструкција крила је дрвена са две рамењаче и ребрима а пресвучена су импрегнираним платном. Горње крило је мањег размаха од доњег. Полукрила (лево и десно) су спојена са металним резервоаром који је балдахином причвршћен за труп авиона. Доње крило је исте конструкције као и горње и има позитиван диедар. Крила су међусобно повезана са по паром упорницама са сваке стране од метала аеродинамички обликованих у облику ћириличног слова И и жичаним затезачима унакрсно постављених. Елерони се налазе и на горњим и доњим крилима, међусобно повезана крутом везом. Конструкција им је дрвена, облога је од платна. Управљање елеронима је помоћу сајли за управљање.
Авион има два хоризонтална и један вертикални стабилизатор на које су прикачена кормила дубине и правца. Непокретни делови репа (стабилизатори) имају дрвену конструкцију која је обложена шперплочом а покретни (кормила) су направљена од заварених челичних цеви а имају облогу од импрегнираног платна. Кормила дубине су балансирана малим помоћним површинама. Хоризонтални стабилизатори су са доње стране косим упорницама били ослоњени на доњи део трупа.
Стајни трап је фиксан направљен од заварених челичних цеви. Точкови су били великог пречника са гумама високох притиска, независни један од другог, за труп су везани троугластом виљушком и вертикалним носачем који се ослањају на крило. У вертикалним носачима су уграђени уљно-пнеуматски амортизери. Размах између точкова је велик што обезбеђује авиону већу стабилност приликом рулања по неравном терену као и при полетању и слетању. Испод репа се налази еластична дрљача или самоуправљиви (клавирски) гумени точак.

## Верзије
Није било различитих верзија овог авиона.

## Оперативно коришћење
Укупно је произведено 95 авиона Е-241, они су врло кратко коришћени у чехословачком војном ваздухопловству. Након делимичне окупације земље, већина њих је остала Чешкој али су већ у марту 1939. Е.241 подељени између Немаца, који су у потпуности окупирали територију Чешке, и новоформиране словачке државе.
Словачко ратно ваздухопловство добило је 33 авиона Е-241. Током војног сукоба са Мађарском у марту 1939. године, када још није било завршено формирање словачке војне авијације, коришћени су као авиони за везу. Током агресије на Совјетски Савез, неколико Е-241 је распоређено у извиђачке јединице као курирски авиони. Сви ови авиони су уништени до краја рата.

## Земље које су користиле авион
- Чехословачка
- Нацистичка Немачка
- Словачка